# ピアノイズ・イン・オオサカ
『ピアノイズ・イン・オオサカ』は 2008年2月13日にapart.RECORDSより発売されたH ZETT Mのライブ映像集。

## 概要
- 2007年3月11日大阪メルパルクホールにて行われたLIVEを収録。
- 特殊仕様パッケージの少量生産のため当初5000枚限定でのDVD化だったが、反響により2000枚増盤した。
- 2008年2月18日のタワーレコードウィークリー・チャートにて4位を獲得。
- サポートメンバーは、宮下"ボッサム"治人(Gt)、イワイエイキチ(Bass)、平田智美(Dr)、DJ Mass(DJ)、金原千恵子ストリングス

## 収録曲
1. 果て(Re-make)
2. 即興ロンド
3. バカンス
4. あらよっと音頭
5. ピアノイズマイライフ
6. ベッドルームで飛びはねろ
7. 田園
8. 君と歩いてく
9. 名前を書く
10. サンデー
11. Good Savage
12. 呪文
13. 腹減り犬
14. 春疾風

- M11はCOMPLEXの楽曲「Good Savage」のカバー曲
- M14はPE'Zの楽曲「春疾風」のカバー曲